# Greenbrae (California)
Greenbrae es una pequeña comunidad no incorporada en el Condado de Marin, California, Estados Unidos. Se encuentra a 1.5 millas al sur-sureste del centro de San Rafael, a una altura de 33 pies, ubicada junto a la Ruta 101, la apertura del Valle de Ross. Parte de Greenbrae es una comunidad no incorporada del condado, mientras que el área restante está dentro de los límites de la ciudad de Larkspur. El código postal es 94904 y lo comparte con el lugar vecino designado por el Censo (CDP) de Kentfield. La comunidad se encuentra en los códigos de área 415 y 628.
Predominantemente compuesto por terrenos en laderas y costas, sus casas y oficinas son conocidas por sus vistas de la Bahía de San Francisco, Corte Madera Creek y el Monte Tamalpais. "Brae" significa un banco escarpado o ladera en dialectos de Escocia e Irlanda del Norte, por lo que Greenbrae se traduce como "ladera verde". El desarrollador de Greenbrae, Niels Schultz, Jr., murió a principios de 2008. Los vecindarios de Greenbrae están bordeados por el centro de Larkspur al sur, Larkspur Landing al este, el área no incorporada de Kentfield al oeste y la ciudad de San Rafael al norte. A caballo entre el bulevar Sir Francis Drake, sus puntos de interés más concurridos incluyen el Hospital General de Marin y el centro comercial Bon Air.

## Política
En la legislatura estatal, Greenbrae se encuentra en el 2º Distrito del Senado, representado por el demócrata Mike McGuire, y en el 10º Distrito de la Asamblea, representado por el demócrata Marc Levine.
A nivel federal, Greenbrae se encuentra en el segundo distrito del Congreso de California, representado por el demócrata Jared Huffman.

## Residentes notables
Greenbrae fue la residencia de la senadora estadounidense Barbara Boxer durante más de 30 años, hasta 2006[cita requerida]. El pediatra William Silverman, quien influyó en el desarrollo de la unidad de cuidados intensivos neonatales, murió allí en 2004. El escritor Jack Finney murió en Greenbrae poco después de completar su última novela, al igual que Les Crane. El locutor de radio Michael Krasny es un residente de larga duración. El poeta estadounidense FrancEyE murió en Greenbrae el 2 de junio de 2009. Además, el subcampeón de la segunda temporada del concurso de cocina MasterChef Junior Samuel Stromberg también vive en Greenbrae.
Varias estrellas del deporte también vivieron en Greenbrae. El entrenador de fútbol Pete Carroll se crio en Greenbrae, al igual que el jugador de béisbol Buddy Biancalana. El lanzador del Salón de la Fama del Béisbol Lefty Gomez murió en Greenbrae en 1989. El ex jardinero de San Diego Padres Will Venable nació en Greenbrae. Wilt Chamberlain hizo construir una casa a medida en Greenbrae cuando los Warriors de la NBA se mudaron de Filadelfia a San Francisco.

## En la cultura popular
El director Don Siegel filmó las escenas finales de la película de 1971 Dirty Harry en el East Sir Francis Drake Boulevard, en Greenbrae. Después de secuestrar un autobús escolar, "Scorpio" (Andy Robinson) conduce a East Sir Francis Drake Boulevard.

## Clima
Esta región experimenta veranos cálidos (pero no calurosos) y secos, sin temperaturas mensuales promedio superiores a 71.6 °F (22 °C). De acuerdo con el sistema de clasificación climática de Köppen, Greenbrae tiene un clima mediterráneo de verano cálido, abreviado "Csb" en los mapas climáticos.